# Pteraclis velifera
Pteraclis velifera is een straalvinnige vissensoort uit de familie van zilvervissen (Bramidae). De wetenschappelijke naam van de soort is voor het eerst geldig gepubliceerd in 1770 door Pallas.